# Cycas multipinnata
Cycas multipinnata es una especie de cícadas del género Cycas.

## Distribución
Esta especie es nativa del norte de Vietnam y el sur de China.
Se desarrolla en bosques de mediana sombra (bosques monzónicos).